# Greve geral síria de 1936
A greve geral síria de 1936 (em árabe: الإضراب الستيني, translit. al'Iidrab al'Sitiyniu) foi uma greve de 50 dias organizada em resposta às políticas da ocupação francesa da Síria e do Líbano. A acção grevista paralisou o país durante dois meses e forçou a França a negociar o Tratado de Independência Franco-Sírio com o Bloco Nacional.

## Visão geral
Em 11 de janeiro de 1936, o Bloco Nacional realizou uma homenagem a um de seus líderes, Ibrahim Hananu, falecido em novembro de 1935. O encontro contou com vários discursos que lamentaram e atacaram a ocupação francesa. Pouco depois, as autoridades do mandato francês fecharam o escritório do Bloco Nacional em Damasco e prenderam dois líderes nacionalistas proeminentes do partido, Fakhri al-Baroudi e Sayf al-Din al-Ma'mun. Em resposta, o Bloco apelou a uma acção de greve contra as políticas de ocupação francesas. A greve, que começou em 20 de Janeiro com paralisações de trabalho e protestos estudantis em Damasco, Homs, Hama e Alepo, rapidamente se espalhou por todas as grandes cidades.
Líderes do Bloco Nacional, incluindo Nasib al-Bakri, Jamil Mardam Bey, Lutfi al-Haffar e Faris al-Khoury participaram ativamente e organizaram manifestações contra a ocupação francesa e o presidente nomeado pela França, Taj al-Din al-Hasani, e exigiu o restabelecimento da constituição de 1930, que foi suspensa em 1933. A Liga de Ação Nacional apoiou a greve e participou na organização de marchas e protestos em Damasco. A acção de desobediência civil paralisou a economia e rapidamente levou o país à “beira de um paralisação total”.

## Resposta francesa
O Alto Comissário francês, Damien de Martel, foi urgentemente chamado de volta de Beirute para Damasco para lidar com a situação, e o General Charles Huntziger, comandante do Exército do Levante foi encarregado de restaurar a calma. Vários líderes do Bloco, incluindo Nasib al-Bakri e Mardam Bey, foram exilados e mais de 3.000 pessoas foram presas.
Num esforço para dispersar as manifestações, as tropas francesas abriram fogo contra as multidões que protestavam, deixando dezenas de mortos. No entanto, as medidas não conseguiram reprimir a revolta, a qual angariou o apoio de outros países árabes enquanto as pessoas protestavam nas ruas do Iraque, Líbano, Palestina e Jordânia em solidariedade com o povo sírio. O governo francês também ficou sob forte pressão dentro da França por parte dos meios de comunicação de esquerda e da emergente Frente Popular, que apelou a uma reformulação completa da sua política na Síria e no Líbano.

## Resolução
Em 2 de março, as autoridades francesas cederam e concordaram em iniciar negociações com o Bloco Nacional. Também concederam uma amnistia geral aos presos ou exilados durante a crise. O Bloco cancelou a greve em 6 de março, após a libertação dos seus líderes presos. Mais tarde naquele ano, uma delegação do Bloco Nacional viajou para Paris e assinou o Tratado de Independência Franco-Sírio.